# 가양레포츠센터축구장
가양레포츠센터축구장(加陽레포츠센터蹴球場, Gayang Leports Center Football Field)은 대한민국 서울특별시에 있는 스포츠 시설이다. 인조잔디 필드가 갖춰진 경기장이며, 2015년 5월에 준공되었다.

## 참고 문헌
- “가양레포츠센터”. 강서구시설관리공단.
- “가양레포츠센터축구장”. 《서울생활체육포털》. 서울특별시청.
- 《2023 전국 공공체육시설 현황 (2022년 12월말 기준)》. 대한민국 문화체육관광부. 2024.